# أسلوب اللعب

أسلوب اللعب في لعبة إيدج، (إصدار آي أو إس).

أسلوب اللعب (بالإنجليزية: Gameplay)‏ هو الطريقة المحددة التي يتفاعل بها اللاعب مع اللعبة، وعلى وجه الخصوص مع ألعاب الفيديو. أسلوب اللعب هو نمط محدد ومعرّف من خلال قواعد اللعبة، العلاقة بين اللاعب واللعبة، التحديات والتغلب عليها، القصة واتصال اللاعب بها. أسلوب اللعب منفصل عن الرسومات والعناصر الصوتية.

## أنواعه

### أمثلة على أساليب اللعب
- تقطيع وذبح
- لعب تعاوني
- لعبة فيديو رقصات
- تصويب منظور الشخص الأول